# Strahinja Karišić
Strahinja Karišić (Pristina, 3 de julio de 1997), es un futbolista serbio que actualmente juega como centrocampista en el RFK Novi Sad, de la segunda división de su país.

## Trayectoria
Se formó en la cantera del FK Rad Belgrado. Fue considerado en su momento como uno de los más talentosos y con más proyección del fútbol serbio. Militó en todas las selecciones inferiores de Serbia.
En 2015, Strahinja ficha por el Granada CF un contrato de cinco años. De esta forma, en agosto de 2015 desembarca en el Granada B, donde tiene la oportunidad de demostrar su nivel en Segunda División B y alternar entrenamientos con el primer equipo

## Clubes
| Club            | País   | Año         |
| --------------- | ------ | ----------- |
| FK Rad Belgrado | Serbia | 2015        |
| Granada C.F. B  | España | 2015 - 2016 |
| RFK Novi Sad    | Serbia | 2022 -      |